# Wielki Giewont
Wielki Giewont (1895 m) je hora v polských Tatrách, v horském masívu Giewont.
Je považován za polskou národní horu. Podle pověsti spí v Tatrách rytíři, kteří v časech útrap a nouze vyjedou polskému národu na pomoc – největší a nejsilnější z nich zkameněl právě v Giewontu.
Na vrcholu se nachází 15 m vysoký (dalších 2,5 m je ukotveno v zemi) ocelový kříž – nejvyšší v Tatrách. Pochází z roku 1901, kdy huť Józefa Góreckého z Krakova vyrobila konstrukci o výšce 17,5 m a hmotnosti 1800 kg. Dne 3. července 1901 vyneslo okolo 500 věřících rozložené díly od chaty Hala Kondratowa na vrchol (spolu s 400 kg cementu a 200 vědry vody). V srpnu pak byl kříž vysvěcen lvovským biskupem Władysławem Bandurskim. Ocelovému kříži předcházel dřevěný z roku 1900, který však byl záhy zničen při vichřici.